# محموله

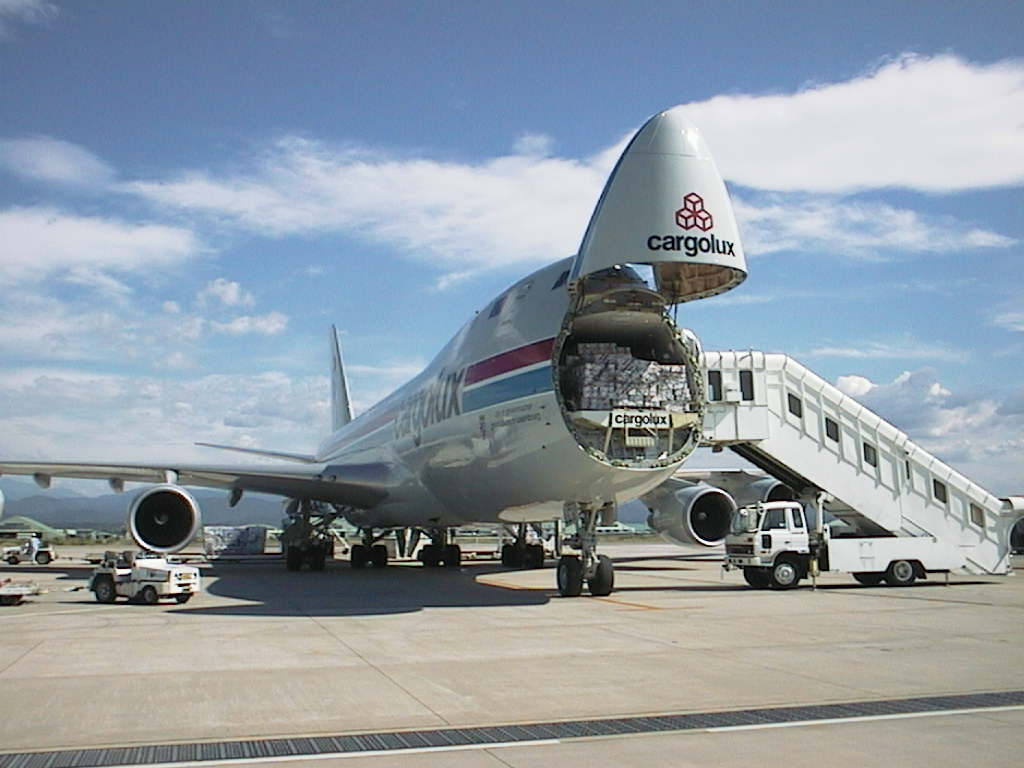
حمل بار توسط بوئینگ ۷۴۷

محموله یا بار به وسائل و کالایی که در حال ترابری توسط کشتی، هواپیما، قطار و کامیون باشند گفته می‌شود.

## نگارخانه

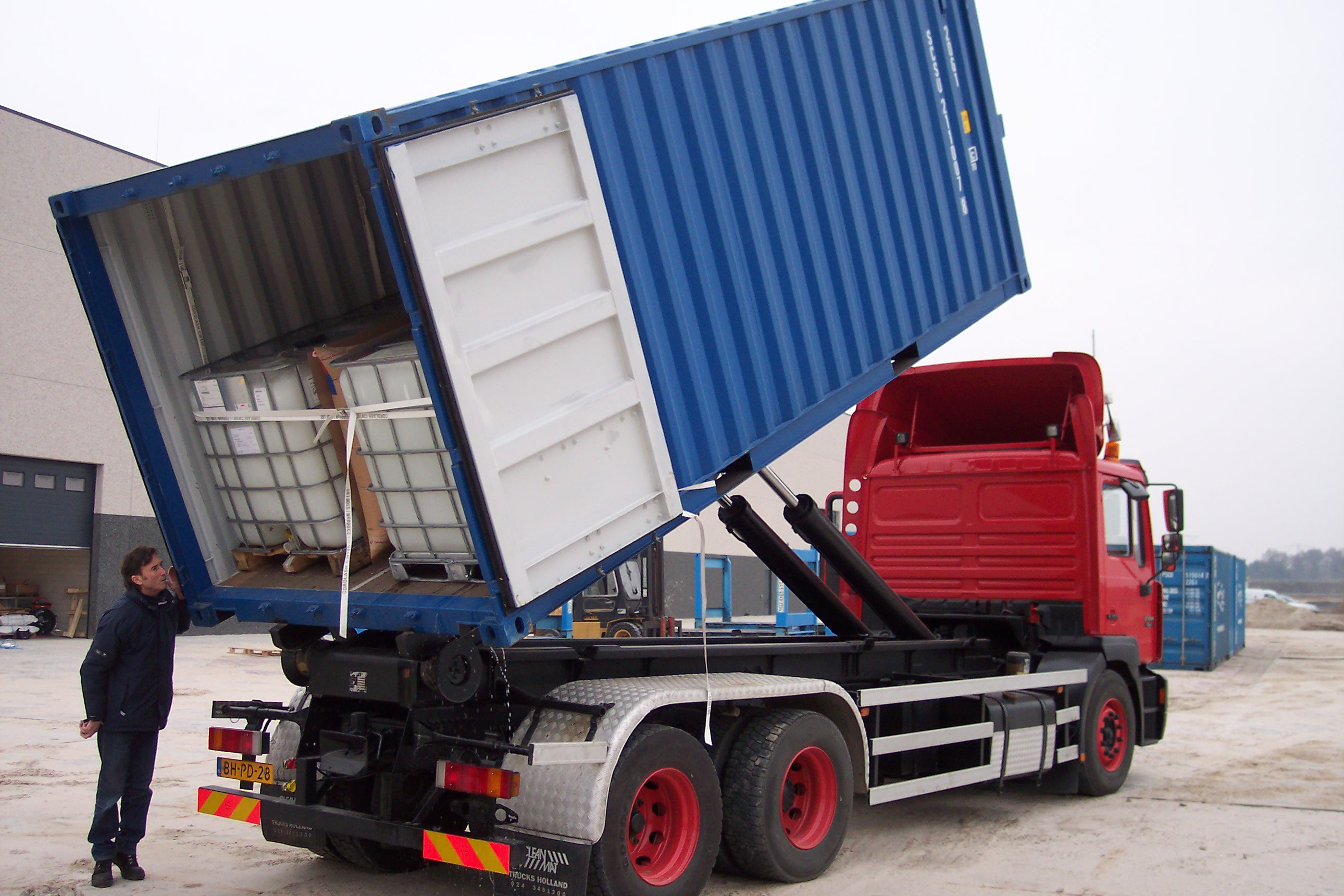
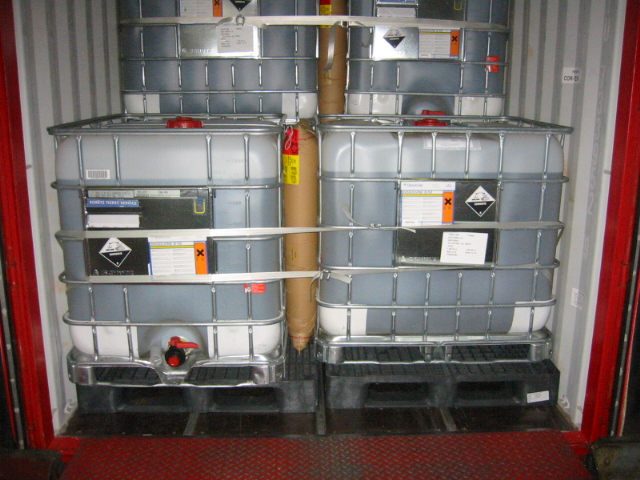
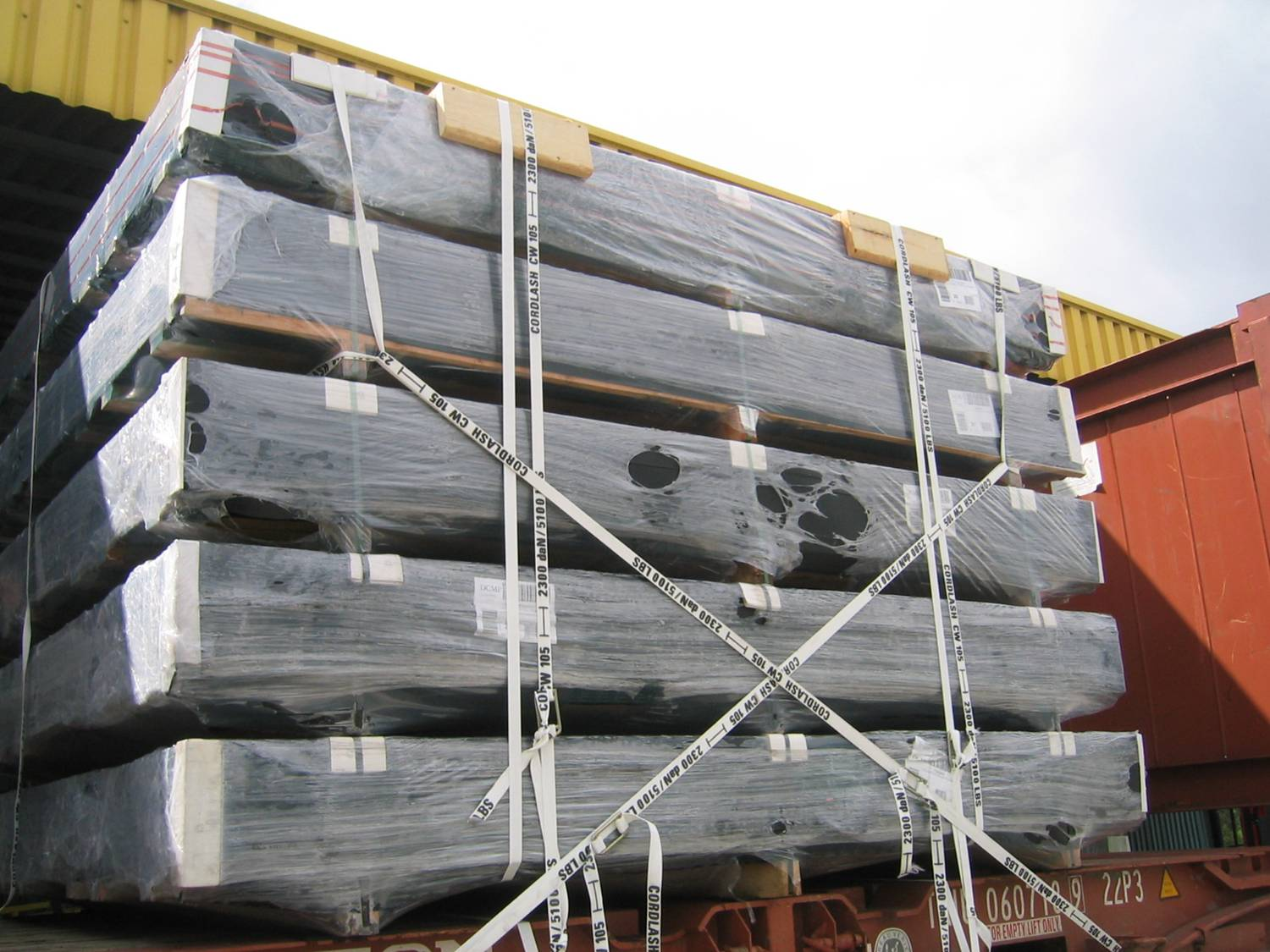